# Новий Завіт Грецькою
Новий Завіт Грецькою (лат. Novum Testamentum Graece) — це критичне видання Нового Завіту в його оригіналі грецькою мовою койне, яке є основою для більшості сучасних перекладів Біблії та біблійної критики. Він також відомий як видання Нестле–Аланда на честь його найвпливовіших редакторів Еберхарда Нестле та Курта Аланда. Цей текст відредаговано Інститутом дослідження тексту Нового Завіту, наразі існує у своєму 28-му виданні, скорочено NA28.

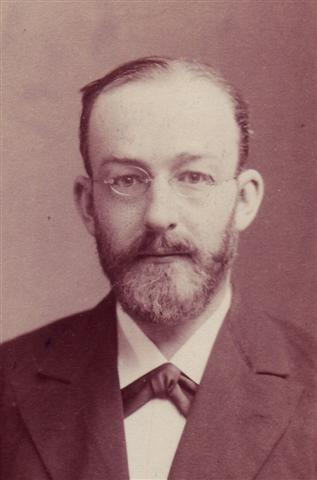
Еберхард Нестле

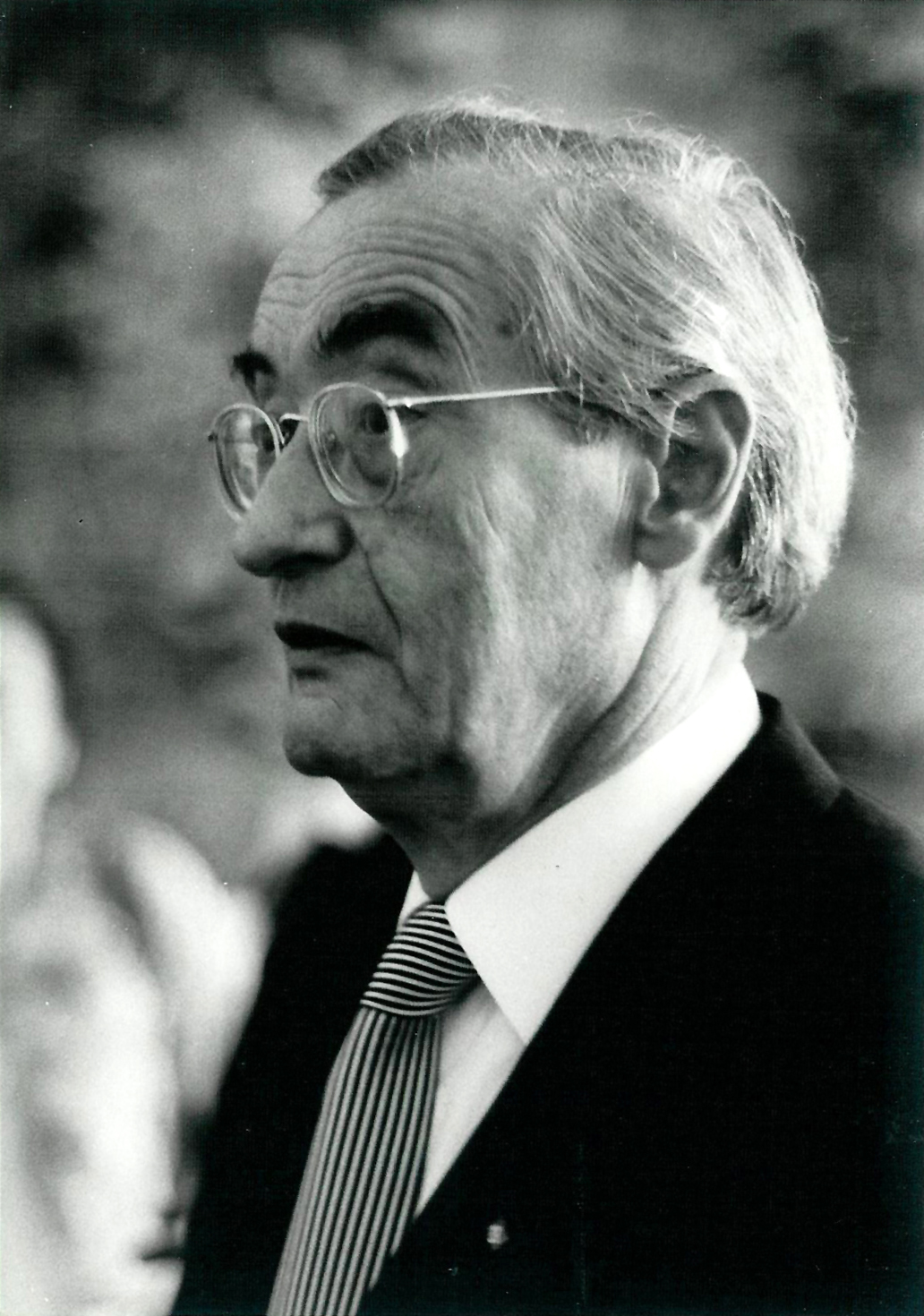
Курт Аланд

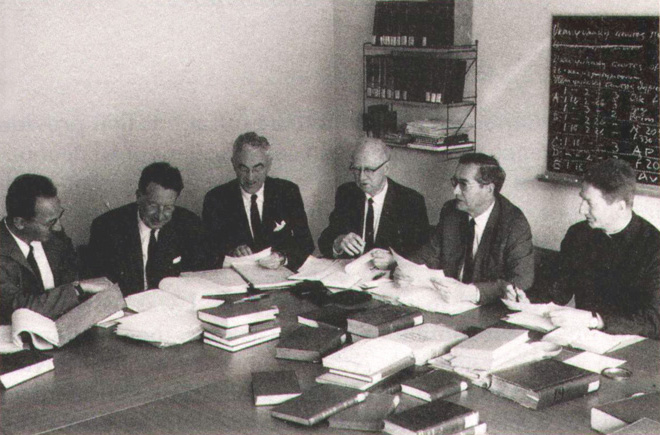
Комітет ГНЗ, справа наліво: Карло Марія Мартіні, Курт Аланд, Аллен Вікгрен, Брюс Метцгер і Метью Блек (з Клаусом Юнаком, помічником Аланда), прибл. кінець 80-х

Назва іноді застосовується до видання Об'єднаних Біблійних Товариств (анг. United Bible Societies або UBS), яке містить той самий текст (його п'яте видання, «UBS5», містить текст з NA28). Останнє видання орієнтоване на перекладачів і тому зосереджується на текстах, які важливі для значення, тоді як NA включає більше варіантів.
Випуск 29-го видання очікується у 2024 році.

## Методологія
Представлений грецький текст біблійні вчені називають «критичним текстом». Критичний текст — це еклектичний текст, складений комітетом, який порівнює читання з великої кількості рукописів, щоб визначити, яке читання найбільш ймовірно буде найближчим до оригіналу. Вони використовують низку факторів, щоб допомогти визначити ймовірні показання, наприклад, дату свідка (раніше, як правило, краще), географічне поширення показання та ймовірність випадкового чи навмисного спотворення. У книзі велика кількість текстових варіантів або відмінностей між рукописами відзначена в критичному апараті — обширних виносках, які відрізняють Novum Testamentum Graece від інших грецьких Нових Завітів.
Більшість вчених вважають унціальний текст найточнішим; однак деякі автори, такі як учений Нового Заповіту Моріс А. Робінсон і лінгвіст Вілбур Пікерінг, Артур Фарстад і Зейн С. Ходжес стверджують, що мінускульні тексти (візантійський тип тексту) більш точно відображають «автографи» або оригінальні тексти, ніж еклектичний текст, такий як NA28, який значною мірою спирається на рукописи Олександрійського типу текста. Цю точку зору критикували Гордон Фі і Брюс Мецгер, серед інших. Оскільки більшість існуючих старих рукописів є мінускульними, їх часто називають текстом більшості. Однак варто зазначити, що текст більшості в цілому класифікується редакторами NA28 (одним з яких був Мецгер) як «послідовно цитоване свідоцтво першого порядку», тобто щоразу, коли поданий текст відрізняється від тексту більшості записується в апараті разом із альтернативним читанням. Інші постійно цитовані посилання включають повний корпус папірусних рукописів, доступних авторам, а також широкий спектр інших рукописів, включаючи добірку як мінускулів, так і унціалів.
Критичний апарат Novum Testamentum Graece підсумовує докази (з рукописів і версій) на користь, а іноді й проти, вибору найважливіших варіантів для вивчення тексту Нового Завіту. Уникаючи повноти (у діапазоні варіантів і в цитуванні свідків), це видання дає інформованим читачам основу, за якою вони можуть самостійно судити, які читання точніше відображають оригінали. Грецький текст 28-го видання такий самий, як і 5-е видання Об'єднаних Біблійних Товариств The Greek New Testament (скорочено UBS5), хоча між ними є кілька відмінностей у розділенні абзаців, капіталізації, пунктуації та орфографії. Критичний апарат у двох виданнях різний. Видання UBS5 підготовлено для використання перекладачами та містить менше текстових варіантів, але додає додатковий матеріал, корисний для перекладачів.

## Видання

### Історія
Перше видання, опубліковане Еберхардом Нестле у 1898 році, поєднало читання видань Тішендорфа, Весткота, Горта та Веймута, помістивши більшість прочитань у тексті, а третє читання в апараті. У 1901 році він замінив Новий Заповіт Веймута текстом Бернхарда Вайсса. У пізніших виданнях Нестле почав зазначати засвідчення певних важливих рукописів у своєму апараті.
Син Еберхарда Ервін Нестле перейшов на посаду після смерті батька і випустив 13-е видання в 1927 році. Це видання запровадило окремий критичний апарат і нарешті ввело узгодженість мажоритарного принципу читання. В апараті було включено лише кілька мізерів.
Курт Аланд став помічником редактора 21-го видання в 1952 році. На прохання Ервіна Нестле він переглянув і розширив критичний апарат, додавши багато інших рукописів. Зрештою це призвело до 25-го видання 1963 року. Найважливіші папіруси та нещодавно відкриті унціали, як 0189, кілька мінускул (33, 614, 2814), іноді також лекціонарії були взяті до уваги.
Великі відкриття рукописів 20 століття також зробили необхідним перегляд тексту, і, з дозволу Нестле, Аланд вирішив переглянути текст Novum Testamentum Graece. Аланд подав свою роботу про НА до редакційного комітету Об'єднаних біблійних товариств Грецького Нового Завіту (членом якого він також був), і вона стала основним текстом їхнього третього видання (UBS3) у 1975 році, за чотири роки до того, як вона була опублікована як 26-е видання Нестле–Аланда.
До членів редакційного комітету грецького Нового Завіту Об'єднаних біблійних товариств входять:
- UBS1, 1966

Курт Аланд, Метью Блек, Брюс Мецгер, Аллен Вікгрен.
- UBS2, 1968 рік

Курт Аланд, Метью Блек, Брюс Мецгер, Аллен Вікгрен.
- UBS3, 1975

Курт Аланд, Метью Блек, Карло Марія Мартіні, Брюс Мецгер, Аллен Вікгрен.
- UBS4, 1993

Барбара Аланд, Курт Аланд, Йоханнес Каравідопулос, Карло Марія Мартіні, Брюс Мецгер
- UBS5, 2014

Барбара Аланд, Йоганнес Каравідопулос, Карло Марія Мартіні, у співпраці з Інститутом дослідження тексту Нового Завіту, Мюнстер
У 2011 році Всесвітнє правління Об'єднаних Біблійних Товариств призначило новий редакційний комітет, який готуватиме майбутні видання Nestle–Aland Novum Testamentum Graece, а також Greek New Testament. До складу комітету входять Христос Караколіс (Афінський університет, Греція), Девід Паркер (Бірмінгемський університет, Велика Британія), Стівен Пізано (Папський біблійний інститут, Італія, університет Святого Престолу), Хольгер Стратвольф (Мюнстерський університет)., Німеччина), Девід Тробіш (Музей Біблії/Зелена колекція Оклахома-Сіті, США) і Клаус Вахтель (Мюнстерський університет, Німеччина).
У всіх, крім Соборних послань, 28-е видання Нестле–Аланда відтворює текст NA27 (той самий текст, що використовується в UBS4 та UBS5) і представляє переглянуту критичну структуру та переписаний вступ і додатки. У соборних посланнях текст було відредаговано відповідно до Editio Critica Maior і використання в ньому генеалогічного методу на основі узгодженості (анг. CBGM). Результат — зміни трохи більше ніж у 30 місцях.
Більш повний набір варіантів наведено в багатотомному Novum Testamentum Graecum — Editio Critica Maior. Невелика кількість текстових змін в останньому виданні була включена у 28-е видання Нестле–Аланда, опубліковане в 2012 році. У цьому виданні використано папіруси 117—127.

### Актуальні видання
Текст NA28 опубліковано Німецьким Біблійним Товариством (нім. Deutsche Bibelgesellschaft).
- Видання грецькою:
  - Novum Testamentum Graece, стандарт 28-е видання, ISBN 978-3-438-05140-0 (2012).
  - Novum Testamentum Graece, 28-е видання з Коротким греко-англійським словником Нового Завіту (автор Б. М. Ньюман), ISBN 978-3-438-05160-8
  - Novum Testamentum Graece, 28-е видання з грецько-німецьким словником, ISBN 978-3-438-05159-2
  - Novum Testamentum Graece, великий шрифт, 27-е видання, ISBN 978-3-438-05103-5 (1993).
  - Novum Testamentum Graece, широке поле, 27-е видання, ISBN 978-3-438-05135-6
  - Biblia Sacra Utriusque Testamenti Editio Hebraica et Graeca (NA27 з Biblia Hebraica Stuttgartensia), ISBN 978-3-438-05250-6
- Двомовне видання:
  - Das Neue Testament Griechisch und Deutsch, ISBN 978-3-438-05406-7 (з переглянутою Лютером і Загальною Біблією в паралельних колонках)
  - Нестле–Аланд Греко-англійський Новий Завіт, ISBN 978-3-438-05408-1 (з переглянутою стандартною версією, 2-е видання)
  - Новий англійський переклад-Novum Testamentum Graece New Testament, ISBN 978-3-438-05420-3
  - Novum Testamentum Graece et Latine, ISBN 978-3-438-05401-2 (з Nova Vulgata)
  - Nuovo Testamento Greco-Italiano, ISBN 978-3-438-05409-8 (з Versione Conferenza Episcopale Italiana)

## Точність рукописів
У книзі Текст Нового Завіту Курт Аланд і Барбара Аланд порівнюють загальну кількість вільних від варіантів віршів і кількість варіантів на сторінці (за винятком орфографічних помилок) серед семи основних видань грецького Нового Заповіту (Тішендорфа, Весткотт-Хорта, фон Зодена, Фогельса, Мерка, Бовера і Нестле–Аланда), співпадають на 62,9 % або мають спввідношення 4999 до 7947. Вони прийшли до висновку: «Таким чином, у майже двох третинах тексту Нового Завіту сім видань грецького Нового Завіту, які ми розглянули, повністю співпадають, без відмінностей, крім орфографічних деталей (наприклад, написання імен тощо). Вірші, в яких одна із семи редакцій відрізняється одним словом, не враховуються. Цей результат є досить дивовижним, демонструючи набагато більшу згоду між грецькими текстами Нового Завіту протягом минулого століття, ніж могли б припустити текстологи […]. В Євангеліях, Діях і Об'явленні згода менша, тоді як у листах вона набагато більша». Понад 250 років апологети Нового Завіту стверджували, що жоден текстовий варіант не впливає на ключову християнську доктрину.
| Книга                    | Вірші | Безваріантні вірші | Відсоток | Середня кількість варіантів на сторінку |
| ------------------------ | ----- | ------------------ | -------- | --------------------------------------- |
| Євангеліє від Матвія     | 1071  | 642                | 59.9 %   | 6.8                                     |
| Євангеліє від Марка      | 678   | 306                | 45.1 %   | 10.3                                    |
| Євангеліє від Луки       | 1151  | 658                | 57.2 %   | 6.9                                     |
| Євангеліє від Івана      | 869   | 450                | 51.8 %   | 8.5                                     |
| Дії Апостолів            | 1006  | 677                | 67.3 %   | 4.2                                     |
| Послання до римлян       | 433   | 327                | 75.5 %   | 2.9                                     |
| 1-е послання до коринтян | 437   | 331                | 75.7 %   | 3.5                                     |
| 2-е послання до коринтян | 256   | 200                | 78.1 %   | 2.8                                     |
| Послання до галатів      | 149   | 114                | 76.5 %   | 3.3                                     |
| Послання до ефесян       | 155   | 118                | 76.1 %   | 2.9                                     |
| Послання до филип'ян     | 104   | 73                 | 70.2 %   | 2.5                                     |
| Послання до колоссян     | 95    | 69                 | 72.6 %   | 3.4                                     |
| 1-е послання до солунян  | 89    | 61                 | 68.5 %   | 4.1                                     |
| 2-е послання до солунян  | 47    | 34                 | 72.3 %   | 3.1                                     |
| 1-е послання Тимофію     | 113   | 92                 | 81.4 %   | 2.9                                     |
| 2-е послання Тимофію     | 83    | 66                 | 79.5 %   | 2.8                                     |
| Послання до Тита         | 46    | 33                 | 71.7 %   | 2.3                                     |
| Послання до Филимона     | 25    | 19                 | 76.0 %   | 5.1                                     |
| Послання до Євреїв       | 303   | 234                | 77.2 %   | 2.9                                     |
| Послання Якова           | 108   | 66                 | 61.6 %   | 5.6                                     |
| 1-е послання Петра       | 105   | 70                 | 66.6 %   | 5.7                                     |
| 2-е послання Петра       | 61    | 32                 | 52.5 %   | 6.5                                     |
| 1-е послання Івана       | 105   | 76                 | 72.4 %   | 2.8                                     |
| 2-е послання Івана       | 13    | 8                  | 61.5 %   | 4.5                                     |
| 3-є послання Івана       | 15    | 11                 | 73.3 %   | 3.2                                     |
| Послання Юди             | 25    | 18                 | 72.0 %   | 4.2                                     |
| Апокаліпсис              | 405   | 214                | 52.8 %   | 5.1                                     |
| Разом                    | 7947  | 4999               | 62.9 %   |                                         |

## Вплив
Більш ранні переклади Біблії, включаючи Версію короля Якова, зазвичай спиралися на тексти візантійського типу, такі як Textus Receptus. У ряді перекладів почали використовуватися критичні грецькі видання, починаючи з перекладу Переглянутої версії в Англії в 1881—1885 рр. (з використанням грецького тексту Весткота і Хорта). Англійські переклади, створені протягом двадцятого століття, дедалі більше відображали роботу текстологічної критики, хоча навіть нові переклади часто відбуваються під впливом попередніх перекладацьких зусиль.
Порівняння текстових і стилістичних варіантів двадцяти перекладів із 15 000 варіантів прочитання показує наступну ступінь узгодженості з 27-м виданням Нестле–Аланда:
| Абревіатура | Ім'я                                                    | Відносна згода |
| ----------- | ------------------------------------------------------- | -------------- |
| NASB        | Нова Американська Стандартна Біблія                     | 1              |
| ASV         | Американська Стандартна Версія                          | 2              |
| NAU         | Нова Американська Стандартна Біблія (оновлення 1995 р.) | 3              |
| NAB         | Нова Американська Біблія                                | 4              |
| ESV         | Англійська стандартна версія                            | 5              |
| HCS         | Холман Крістіан Стандарт                                | 6              |
| NRSV        | Нова переглянута стандартна версія                      | 7              |
| NET         | Новий англійський переклад                              | 8              |
| RSV         | Переглянута стандартна версія                           | 9              |
| NIV         | Нова міжнародна версія                                  | 10             |
| NJB         | Нова Єрусалимська Біблія                                | 11             |
| REB         | Переглянута англійська Біблія                           | 12             |
| JNT         | Єврейський Новий Завіт                                  | 13             |
| GNB         | Біблія добрих новин                                     | 14             |
| NLT         | Новий живий переклад                                    | 15             |
| DRA         | Douay-Rheims (американське видання)                     | 16             |
| TLB         | Жива Біблія                                             | 17             |
| MRD         | Переклад Мердока Пешітти                                | 18             |
| NKJV        | Нова версія короля Якова                                | 19             |
| KJV         | Версія короля Якова                                     | 20             |